# Douglas Carter

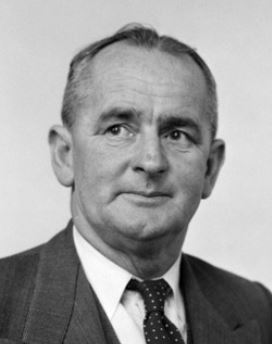
Douglas Carter (1959)

Hon. Sir Douglas Julian Carter, KCMG (* 5. August 1908 in Foxton, Horowhenua District, Manawatū-Whanganui; † 7. November 1988 in Hamilton) war ein neuseeländischer Politiker der New Zealand National Party, der unter anderem von 1957 bis 1975 Mitglied des Repräsentantenhauses sowie mehrmals Minister war. Er fungierte zudem zwischen 1976 und 1979 als Hochkommissar im Vereinigten Königreich.

## Leben
Douglas Julian Carter, Sohn von Walter Stephen Carter und Agnes Isobel Carter, war nach dem Besuch der Waitaki Boys’ High School als Farmer tätig und engagierte sich in landwirtschaftlichen Organisationen und Verbänden wie den New Zealand Pig Producers, der New Zealand Sharemilkers Employers Association und den Federated Farmers of New Zealand. Am 30. November 1957 wurde er für die Nationale Partei (New Zealand National Party) als Nachfolger seines Parteifreundes Hallyburton Johnstone erstmals Mitglied des Repräsentantenhauses (House of Representatives) und vertrat in diesem bis zum 29. November 1975 den Wahlkreis „Raglan“, woraufhin seine Parteifreundin Marilyn Waring diesen Wahlkreis gewann.
Am 22. Dezember 1969 wurde Carter in das Kabinett Holyoake IV und bekleidete in diesem bis zum 7. Februar 1972 den Posten des Landwirtschaftsministers übernahm. Den Posten des Landwirtschaftsministers bekleidete er vom 7. Februar bis zum 8. Dezember 1972 auch im darauf folgenden Kabinett Marshall. Nach seinem Ausscheiden aus dem Repräsentantenhaus wurde er am 21. Juni 1976 Nachfolger von Hugh Watt als High Commissioner of New Zealand to the United Kingdom und verblieb auf diesem diplomatischen Posten bis zum 16. Juli 1979, woraufhin Les Gandar ihn ablöste. Für seine Verdienste wurde er am 11. Juni 1977 als Knight Commander des Order of St Michael and St George (KCMG) nobilitiert, wodurch er fortan den Namenszusatz „Sir“ trug. Er war mit Mavis Rose Miles verheiratet und wurde nach seinem Tode auf dem Hamilton Park Cemetery beigesetzt.

## Hintergrundliteratur
- James Oakley Wilson: New Zealand Parliamentary Record, 1840–1984, V.R. Ward, Government Printer, Wellington 1913, 4. Auflage  1985
- Barry Gustafson: The First 50 Years. A History of the New Zealand National Party. : Reed Methuen, Auckland 1986, ISBN 0-474-00177-6.